# 야르무크 수용소 전투 (2015년)
야르무크 수용소 전투는 시리아 내전 당시 이라크 레반트 이슬람 국가와 시리아 정부군 사이의 전투를 일컫는다.
2015년 4월 초, 야르무크 수용소 대부분을 이라크 시리아 이슬람국가(ISIL)가 점령했으며, 하마스와 무슬림 형제단과의 연계단체인 팔레스타인 민병대 아크나프 바이트 마크디스와 충돌했다. 시리아 인권관측소에 따르면 ISIL의 공격으로 약 40명의 ISIL 대원이 사망했다고 보고했고, 팔레스타인 측에서는 수용소 주민 12명이 사망했다고 발표했으며 시리아 정부 측에서는 수용소 주민 13명이 사망했다고 발표했다. 이와는 독립적인 보고에서는 다마스쿠스 지역에서 박격포 포격으로 인해 수용소 주민 2명이 사망했다고 발표했다. 팔레스타인 민병대의 저항과 시리아 공군의 계속된 폭격에도 불구하고, ISIL은 4월 6일 기준 야르무크 수용소의 90%를 점령했다. 이러한 수용소의 상황이 유엔 안정 보장 이사회의 관심을 끌었고, 수용소에 남아 있는 18,000명의 주민들에 대해 안전을 보장하는 방안을 모색하고 있다.
이후, ISIL이 장악한 지역은 수용소의 40%로 줄어들었고, 나머지 20%는 전투중이다. 5월 5일, ISIL이 수용소 바깥 지역으로 물러났으며, 다마스쿠스 서남쪽 지역으로 철수했다는 소식이 전해졌다. 한편으로 야르무크 수용소를 중립지대로 만들고, 총잡이들을 이 지역에서 철수시키는 계획에 대한 논의가 계속되고 있다. 그러나 마침내 ISIL은 수용소에 대한 침략을 계속했고, ISIL과 시리아 정부군 사이에 전투가 2015년 5월말까지 계속되었다. 그러나 2015년 6월 8일, 팔레스타인 민병대는 ISIL을 다마스쿠스 지역에서 완전히 축출하였다.